# Francisco Farabello
Francisco Farabello (Olavarría, Buenos Aires, 1 de noviembre de 2000) es un baloncestista argentino que actualmente compite en el Novo Basquete Brasil como parte de Pinheiros. Juega habitualmente en la posición de escolta. 

## Trayectoria

### Inicios
Farabello comenzó a practicar baloncesto durante su niñez en Europa, mientras su padre jugaba profesionalmente allí. Posteriormente ingresó a la cantera del Sport Club Cañadense, club en el que debutó con el equipo superior y al que dejó en 2017 para asistir a la NBA Global Academy, con sede en Canberra, Australia. Participó del campus de Basketball Without Borders Americas de 2017, siendo reconocido como el MVP del evento. También estuvo presente en el NCAA Final Four Next Generation Showcase de 2018.

### Carrera universitaria
Calificado como un recluta de cuatro estrellas, descartó ofertas de los Davidson Wildcats y los Cincinnati Bearcats para inclinarse por los TCU Horned Frogs, el equipo de baloncesto de la Universidad Cristiana de Texas que compite en la Big 12 Conference de la División I de la NCAA. Durante su temporada como freshman promedió 3,7 puntos y 2,2 asistencias en 20,6 minutos por juego. En su temporada como sophomore mejoró sus estadísticas, pero se perdió la mayor parte de los partidos debido a una lesión. Su temporada como junior lo vio actuar en 34 partidos, con un promedio de 19 minutos por juego, en los que registró marcas de 4,7 puntos y 1,2 asistencias. 
En abril de 2022 se confirmó su traspaso a los Creighton Bluejays. Con su nuevo equipo jugó dos temporadas en la Big East Conference, teniendo menos minutos de juego pero registrando promedios similares en puntos y asistencias a los que venía registrando con los texanos.  

### Carrera profesional
En octubre de 2024 se unió al Pinheiros del Novo Basquete Brasil.

## Selección nacional
Farabello integró el plantel del seleccionado juvenil argentino que obtuvo la medalla de plata en el Campeonato Sudamericano de Baloncesto Sub-17 de 2017 y del que obtuvo la medalla de bronce en el Campeonato FIBA Américas Sub-18 de 2018, como también de aquel que participó en el torneo de baloncesto masculino de los Juegos Suramericanos de 2018 y que consiguió la medalla de plata compitiendo contra selecciones absolutas.  
Asimismo disputó el Campeonato Mundial de Baloncesto Sub-17 de 2016 y el Campeonato Mundial de Baloncesto Sub-19 de 2019. 
Debutó con la selección mayor en noviembre de 2024, en un partido ante Colombia correspondiente al clasificatorio a la FIBA AmeriCup de 2025.

## Vida personal
Es hijo de Daniel Farabello, entrenador de baloncesto y exjugador de la selección de Argentina. Su tío Claudio Farabello también entrenó y jugó profesionalmente.